# رالف فالكينماير
رالف فالكينماير (بالألمانية: Ralf Falkenmayer)‏، من مواليد 11 فبراير 1963، لاعب كرة قدم ألماني سابق، ومدرب كرة قدم ألماني حالي.
لعب مع منتخب ألمانيا لكرة القدم.

## مسيرته الكروية
لعب رالف فالكينماير خلال مسيرته الاحترافية مع 3 أندية في ثمانية عشر موسمًا وسجل خلالها 37 هدفًا ضمن 397 مباراة. حيث فاز في موسم واحد بالكأس ولم يفز بأي دوري.
خاض رالف فالكينماير مسيرته مع نادي آينتراخت فرانكفورت في موسم 1980–81 في المرة الأولى ليلعب معه سبعة مواسم ثم في موسم 1989–90 ليلعب معه سبعة مواسم، مشاركًا طوالها في 337 مباراة سجل خلالها 30 هدف. ثم انتقل إلى نادي باير 04 ليفركوزن في موسم 1987–88 ولمدة موسمين، حيث شارك في 48 مباراة سجل خلالها 7 أهداف. لينتقل بعدها إلى اينتراخت ترير 05 ‏ في موسم 1996–97 ولمدة موسمين، مشاركًا في 12 مباراة ولم يسجل أي هدف.

## روابط خارجية
- رالف فالكينماير على موقع قاعدة بيانات كرة القدم.إي يو (الإنجليزية)
- رالف فالكينماير على موقع بيانات كرة القدم. دي إي (الألمانية)
- رالف فالكينماير على موقع ناشيونال فوتبول تيمز (الإنجليزية)
- رالف فالكينماير على موقع عالم كرة القدم.نت (الإنجليزية)